# Alessia Capelletti
Alessia Capelletti (Cremona, 13 ottobre 1998) è una calciatrice italiana, portiere della Juventus.

## Carriera

### Club
Dopo due stagioni in Serie A all'Empoli, nell'estate del 2022 passa al rifondato Parma, che aveva appena acquisito il titolo sportivo proprio del club toscano. Nella stagione 2022-2023, terminata con la retrocessione in Serie B, gioca da titolare per metà della stagione fino al marzo del 2023, quando rimedia un infortunio al ginocchio che la tiene lontana dai campi da gioco per circa sei mesi.
Il 24 giugno 2024, viene annunciato il suo ingaggio a titolo definitivo da parte della Juventus, in Serie A, con cui firma un contratto biennale, valido a partire dal 1º luglio.

### Nazionale
Capelletti inizia a suscitare interesse da parte della FIGC fin dal 2016, iniziando ad essere convocata per gli stages della nazionale italiana Under-19 per poi essere inserita in rosa dal tecnico Enrico Sbardella con le azzurrine che il 14 settembre di quell'anno affrontano in amichevole, pareggiando per 0-0, le pari età dei Paesi Bassi.
L'anno successivo arriva anche il debutto in maglia azzurra; Sbardella prima la convoca per l'edizione 2017 del Torneo di La Manga, dove, complice anche l'infortunio di Nicole Lauria, si mette in luce ritrovandosi a difendere i pali della nazionale italiana in tutti i tre incontri disputati, poi oramai stabilmente in rosa durante le qualificazioni viene aggregata alla formazione che disputa la fase finale dell'Europeo di Irlanda del Nord 2017. Durante il torneo Sbardella, dopo averle preferito Alessia Piazza per i primi due incontri, entrambi persi con Inghilterra e Francia, la utilizza nell'ultima partita del gruppo B, debuttando così in un incontro ufficiale contro i Paesi Bassi, pareggiato 3-3. Quella è anche l'ultima volta che veste la maglia dell'Under-19.
Per indossare nuovamente la maglia azzurra deve aspettare il 2019, prima per uno stage in vista delle Universiadi di Napoli 2019 e in seguito quando il tecnico della formazione Under-23, Jacopo Leandri, la chiama per la prima amichevole della stagione con i Paesi Bassi a Uden.

### Presenze e reti nei club
Statistiche aggiornate al 10 maggio 2025.
| Stagione        | Squadra         | Campionato      | Campionato | Campionato | Coppe nazionali | Coppe nazionali | Coppe nazionali | Coppe continentali | Coppe continentali | Coppe continentali | Altre coppe | Altre coppe | Altre coppe | Totale | Totale |
| Stagione        | Squadra         | Comp            | Pres       | Reti       | Comp            | Pres            | Reti            | Comp               | Pres               | Reti               | Comp        | Pres        | Reti        | Pres   | Reti   |
| --------------- | --------------- | --------------- | ---------- | ---------- | --------------- | --------------- | --------------- | ------------------ | ------------------ | ------------------ | ----------- | ----------- | ----------- | ------ | ------ |
| 2017-2018       | Inter Milano    | B               | 17         | -9         | CI              | ?               | ?               |                    | -                  | -                  |             | -           | -           | 17+    | -9+    |
| 2018-2019       | Inter           | B               | 7          | -5         | CI              | 1+              | 0               |                    | -                  | -                  |             | -           | -           | 8+     | -5     |
| 2019-2020       | Tavagnacco      | A               | 16         | -29        | CI              | 0               | 0               |                    | -                  | -                  |             | -           | -           | 16     | -29    |
| 2020-2021       | Empoli          | A               | 16         | -27        | CI              | 0               | 0               |                    | -                  | -                  |             | -           | -           | 16     | -27    |
| 2021-2022       | Empoli          | A               | 17         | -27        | CI              | 4               | -5              |                    | -                  | -                  |             | -           | -           | 21     | -32    |
| Totale Empoli   | Totale Empoli   | Totale Empoli   | 33         | -54        |                 | 4               | -5              |                    |                    |                    |             |             |             | 37     | -59    |
| 2022-2023       | Parma           | A               | 19         | -42        | CI              | 0               | 0               |                    | -                  | -                  |             | -           | -           | 19     | -42    |
| 2023-2024       | Parma           | B               | 19         | -13        | CI              | 0               | 0               |                    | -                  | -                  |             | -           | -           | 19     | -13    |
| Totale Parma    | Totale Parma    | Totale Parma    | 38         | -55        |                 | 0               | 0               |                    | -                  | -                  |             | -           | -           | 38     | -55    |
| 2024-2025       | Juventus        | A               | 2          | -4         | CI              | 1               | 0               | UWCL               | 0                  | 0                  | SI          | 0           | 0           | 3      | -4     |
| Totale carriera | Totale carriera | Totale carriera | 113        | -156       |                 | 6+              | -5+             |                    | 0                  | 0                  |             | 0           | 0           | 119+   | -161+  |

## Palmarès

### Club
- Campionato italiano: 1

Juventus: 2024-2025
- Coppa Italia: 1

Juventus: 2024-2025
- Campionato italiano di Serie B: 1

Inter: 2018-2019